# 16248 Fox
16248 Fox (2000 HT13) là một tiểu hành tinh vành đai chính được phát hiện ngày 28 tháng 4 năm 2000 bởi nhóm nghiên cứu tiểu hành tinh gần Trái Đất phòng thí nghiệm Lincoln ở Socorro.